# А. И. Манташев и К°

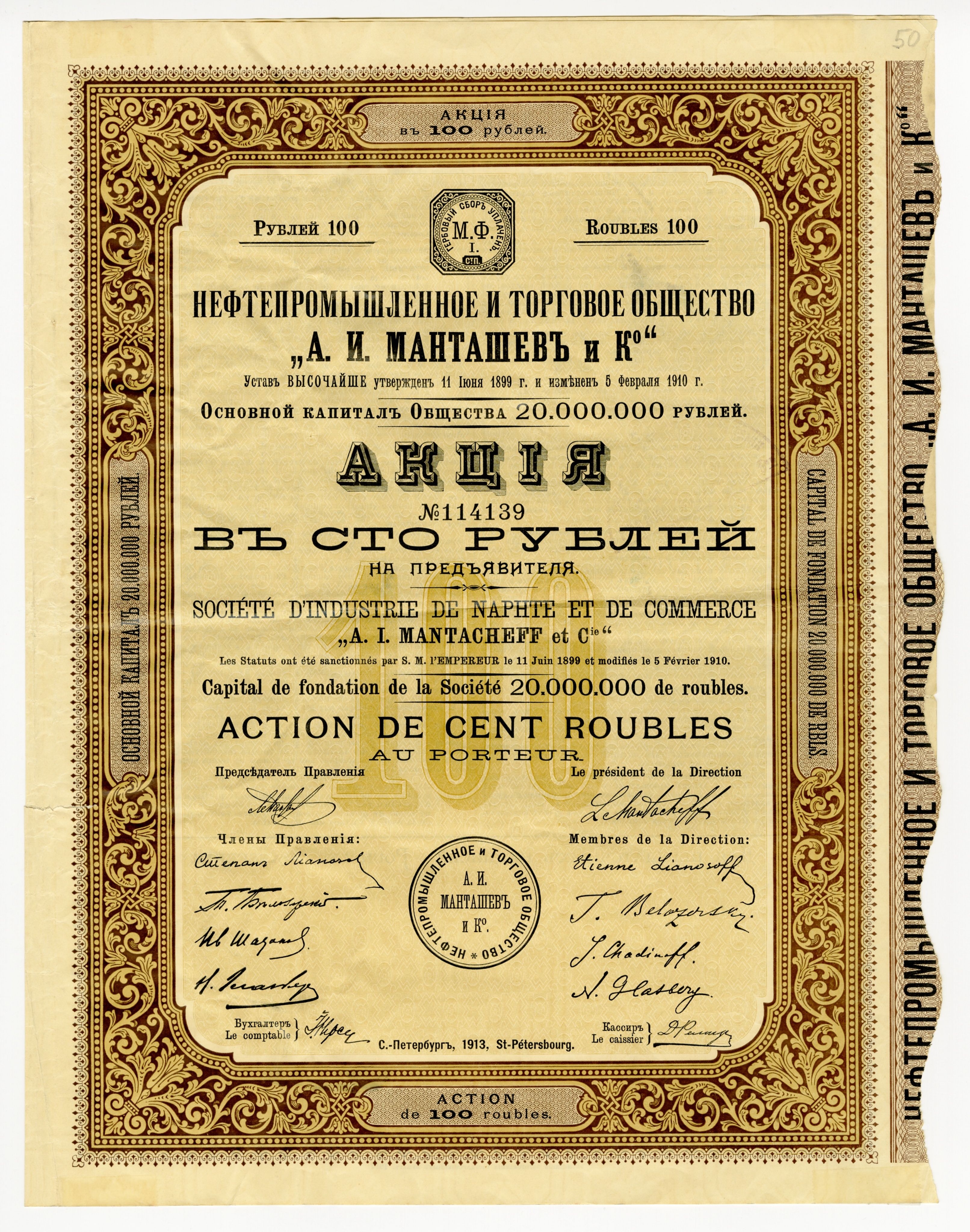
Акция в 100 рублей на предъявителя Нефтепромышленного и торгового общества "А. И. Манташев и К°. С.-Петербург, 1913 г.

«А. И. Манташев и К°» — российское нефтепромышленное и торговое общество, основанное в 1899 году одним из крупнейших российских предпринимателей своего времени, купцом 1-й гильдии и спикером думы Тифлиса Александром Ивановичем Манташевым с первоначальным основным капиталом в 22 млн руб. (в 1914 году — 30 млн руб.).
К 1904 году, по добыче бакинской нефти уступало только «Братьям Нобель» и «Каспийско-Черноморскому обществу» братьев Ротшильд. К тому времени к активам империи Манташева относились нефтеносные участки во многих местах Апшеронского полуострова, нефтеперерабатывающий завод в «Чёрном городе» (восточные районы Баку), завод смазочных масел с пристанью и элеватором. В Батуме у Манташева были завод по производству бочек для нефти, резервуары для керосина и смазочных масел, станция для перекачки нефти. В Одессе — нефтеналивная станция.
Компания Манташева имела конторы и склады во многих городах Ближнего Востока, Европы и Азии, включая Шанхай и Бомбей. Всего за десять лет своего существования, с 1899 по 1909 годы, акционерное общество Манташева по объёму основного капитала в 22 млн рублей, при номинальной стоимости одной акции в 250 рублей, стала крупнейшей среди российских компаний. Акции компании «А. И. Манташев и К°» считались надёжными ценными бумагами и пользовались повышенным интересом у маклеров. Велимир Хлебников в поэме «Война в мышеловке» упомянул: «Падают Брянские, растут у Манташева…». Чьи-то акции падали, как, например, акции Брянского машиностроительного завода, а ценные бумаги компании «А. И. Манташев и К°» — росли и приносили хорошую прибыль своим владельцам. Среди главных акционеров компании помимо самого Манташева были Петербургский банк, Русско-Азиатский банк, Сибирский банк, А. И. Путилов и Русское товарищество «Нефть».
2 января 1910 года газета «Санкт-Петербургские ведомости» писала: «…состоялся малый новогодний приём, на коем присутствовали Его Величество Император Всероссийский с семьёй и приглашены были 20 богатейших людей России. Номера приглашений соответствовали капиталу их на 1 января минувшего года». Среди приглашённых на приём промышленников, работавших в России, было только трое российских подданных, среди них — Александр Манташев.
До 1910 года председателем правления был А. И. Манташев, после — его сын Левон.
Обществу принадлежали керосино-масляный завод близ Баку, жестяной и ящичный заводы близ Батума и Одессы (второй завод в 1906 году перенесён в Александрию), нефтеналивные станции близ Батума и Одессы, вагоны-цистерны и пароходы для транспортировки нефти (танкер «Боржом», пароходы «Бакуриани» и «Ликани»). Общество имело отделения в свыше 30 крупнейших торговых центрах России, Османской империи, Египта и других странах. Чистая прибыль за 1913 год составила 6,863 млн руб.
В 1912 году вошло в состав созданной «Русской генеральной нефтяной корпорации» (сыновья перенесли главный офис компании из Баку в Санкт-Петербург, продав значительную часть компании Петербургским банкам).
Общество экспортировало нефтепродукты на Ближний Восток, в Индию и на Дальний Восток.
В 1915 году основной капитал общества составлял 20 млн рублей, в 1917 году — 28 млн рублей.